# Norman Hartnell
Sir Norman Bishop Hartnell (Londra, 12 giugno 1901 – Windsor, 8 giugno 1979) è stato uno stilista inglese.

## Biografia
Nato da una famiglia in ascesa a Streatham, nel sud-ovest di Londra, i suoi genitori erano proprietari del Crown & Sceptre. Frequentò la Mill Hill School e il Magdalene College.

## Carriera
Il suo principale interesse giaceva nello svolgimento e nella progettazione di produzioni per l'università e venne notato dalla stampa di Londra. Ha poi lavorato senza successo per due designer di Londra, tra cui la celebre Lady Duff Gordon, la quale l'ha citato in giudizio per danni, quando molti dei suoi disegni apparvero nella sua rubrica settimanale di moda nel quotidiano Daily Sketch. Nel 1923 aprì la sua attività a 10 Bruton Street, Mayfair, con l'aiuto finanziario del padre e della sorella Phyllis.
Hartnell guadagnò una clientela di debuttanti e le loro madri ed è stato considerato da alcuni come una buona alternativa. Il successo di Hartnell gli assicurò un successo internazionale. Diventò popolare con le stelle più giovani del palcoscenico e dello schermo, ed ha continuato a vestire tali primedonne come Gladys Cooper, Elsie Randolph, Gertrude Lawrence, Jessie Matthews, Merle Oberon, Evelyn Laye e Anna Neagle. Anche star francesi come Alice Delysia e Mistinguett sono rimaste impressionate dal genio del giovane inglese.
Allarmata dalla mancanza di vendite, Phyllis insistì che Norman si dedicasse a creare vestiti pratici da giorno. Hartnell si specializzò nel ricamo costoso e spesso sontuoso come parte integrante dei suoi abiti più costosi, creando l'effetto lussuoso ed esclusivo che ha giustificato i prezzi alti.
Nel 1935 ricevette i primi ordini reali, inaugurando quattro decenni della sua fama e successo in tutto il mondo nella fornitura di abiti per le signore della famiglia reale britannica. Lady Alice Montagu-Douglas-Scott, una figlia del duca di Buccleuch, chiese a Hartnell di realizzare il suo abito da sposa e quelli delle sue damigelle per il suo matrimonio con il principe Henry, duca di Gloucester, terzo figlio di re Giorgio V. Due damigelle erano la principessa Elisabetta e la principessa Margaret, figlie del duca e della duchessa di York (il futuro re Giorgio VI e della sua consorte Elisabetta). Sia Giorgio V che la regina Mary approvarono i disegni, quest'ultima divenne una cliente.
Per l'incoronazione di re Giorgio VI, la regina ordinò gli abiti della damigella d'onore a Hartnell, rimanendo fedele a Handley-Seymour per il suo abito dell'incoronazione.
Hartnell fu tra i fondatori della Incorporated Society of London Fashion Designers - noto anche come IncSoc - istituito nel 1942 per promuovere la moda britannica sia in patria che all'estero. A Hartnell era stato anche incaricato di creare le uniformi delle donne per l'esercito britannico e del corpo medico durante la guerra.
Nel 1946 Hartnell ebbe un enorme successo in Sud America, dove tra i suoi clienti vi erano Evita Perón e Magda Lupescu.
Nel 1947 gli era stato comandato dalla regina di creare l'abito da sposa della principessa Elisabetta per il suo matrimonio con il principe Filippo (poi il Duca di Edimburgo).
Dopo la morte prematura di Giorgio VI nel 1952, a Hartnell era stato ordinato dalla regina Elisabetta II di creare il suo abito per l'incoronazione. Nel 1960 realizzò l'abito da sposa della principessa Margaret.

## Morte
Morì l'8 giugno 1979. Fu sepolto il 15 giugno 1979 accanto a sua madre e alla sorella nel cimitero della chiesa di Clayton, nel West Sussex.

## Filmografia
Norman Hartnell disegnò i costumi per i seguenti film:
- Such Is the Law (1930)
- Aunt Sally (1933)
- A Southern Maid (1933)
- That's a Good Girl (1933)
- Give Her a Ring (1934)
- Princess Charming (1934)
- The Church Mouse (1934)
- The Return of Bulldog Drummond (1934)
- Brewster's Millions (1935)
- Two's Company (1936)
- Jump for Glory (1937)
- Non-Stop New York (1937)
- Climbing High (1938)
- Sailing Along (1938)
- Design for Spring (1938)
- Making Fashion (1938)
- He Found a Star (1941) (abiti per Sarah Churchill e Evelyn Dall)
- Ships with Wings (1942)
- The Peterville Diamond (1942)
- This Was Paris (1942)
- The Demi-Paradise (1943)
- Maytime in Mayfair (1949)
- The Passionate Stranger (1957) (abiti per Margaret Leighton)
- Women in Love (1958) (TV)
- Suddenly, Last Summer (1959) (abiti per Katharine Hepburn)
- Never Put It in Writing (1964)
- The Beauty Jungle (1964)
- A Double in Diamonds (1967) (Episodio TV: The Saint)